# Springfield Modelo 1892-99
El Springfield Modelo 1892-99 es un fusil de cerrojo basado en el fusil Krag-Jørgensen noruego y que fue adoptado en 1892 como el fusil estándar del Ejército de los Estados Unidos, calibrado para el cartucho .30-40 Krag. Todas sus versiones y variantes fueron fabricadas bajo licencia por la Springfield Armory entre 1892 y 1903. El Krag estadounidense fue reemplazado a partir de 1903 por el fusil Springfield M1903.

## Historia
Como muchas otras Fuerzas Armadas, a inicios de la década de 1890 el Ejército estadounidense estaba buscando un nuevo fusil para reemplazar a sus viejos fusiles de retrocarga Springfield Modelo 1873. En 1892 se llevó a cabo una competencia, comparando modelos de fusiles de Lee, Krag-Jørgensen, Mannlicher, Mauser, Schmidt-Rubin y unos 40 modelos civiles y militares más. Las pruebas se llevaron a cabo en Governors Island, Nueva York. A pesar de las protestas por parte de inventores y fabricantes estadounidenses - dos diseñadores, Russell y Livermore, llegaron a entablar un proceso legal contra el gobierno estadounidense por la elección - el fusil Krag-Jørgensen fue elegido por el comité de oficiales.
Se produjeron aproximadamente 500 000 fusiles Krag en la Springfield Armory de Massachusetts desde 1894 hasta 1904. Fue el principal fusil del Ejército estadounidense desde 1894 hasta 1903 (cuando fue reemplazado por el Springfield M1903 y su cartucho .30-03 Springfield balísticamente parecido), siendo empleado en la Guerra hispano-estadounidense y la Guerra filipino-estadounidense. En esta última, el fusil era mencionado en una canción popular entre las tropas estadounidenses, que parodiaba a "Tramp! Tramp! Tramp!", con una estrofa que decía:
Damn, damn, damn the Filipinos!

Cut throat khaki ladrones!

Underneath the starry flag,

Civilize them with a Krag,

And return us to our beloved home.
Maldición, maldición, malditos filipinos!

Desbocados ladrones de caquís!

Bajo la bandera estrellada,

Los civilizaremos con un Krag,

Y nos enviarán de vuelta a nuestro querido hogar.
Según las crónicas contemporáneas, quizás sensacionalistas, el complicado diseño del Krag fue sobrepasado por el Mauser español durante la Guerra hispano-estadounidense y demostró ser inadecuado para emplearse en zonas tropicales tales como Cuba y Filipinas. Los soldados estadounidenses se vieron incapaces de igualar el volumen de fuego del fusil Mauser Modelo 1893, con su depósito interno fijo que se recargaba mediante peines y su cartucho de alta velocidad con bala de trayectoria plana 7 x 57 Mauser, que rápidamente fue apodado como "avispón español". Durante el asalto estadounidense a la ciudad estratégica de Santiago de Cuba, una pequeña fuerza de 750 soldados españoles armados con fusiles Mauser Modelo 1893 defendían las posiciones de las colinas de San Juan y Kettle. La fuerza atacante consistía en aproximadamente 6600 soldados estadounidenses, la mayoría de ellos regulares, armados con el entonces nuevo fusil de pólvora sin humo Krag–Jørgensen y apoyados por fuego de artillería y ametralladoras Gatling. A pesar de que el asalto fue exitoso, los estadounidenses pronto se dieron cuenta de que habían tenido más de 1400 bajas en el asalto. Un comité de investigación culpó al superior poder de fuego de los fusiles españoles Mauser Modelo 1893, aunque los análisis modernos han determinado que muchas de las bajas se debieron a las bien emplazadas fortificaciones españolas sobre las colinas. Con el reemplazo del Krag por el Springfield M1903 basado en el Mauser, este fusil tuvo el más corto servicio de cualquier arma estándar en la historia militar estadounidense (1892-1903).
El Krag fue completamente retirado de servicio en el Ejército hacia 1907, mientras que los Springfield M1903 se iban haciendo disponibles, sin embargo, el Krag fue suministrado por muchos años en la Guardia Nacional y la Reserva del Ejército estadounidense, incluyendo su empleo por unidades de retaguardia en Francia durante la Primera Guerra Mundial y como armas de entrenamiento en diversas bases militares. Más tarde, muchos fueron suministrados a organizaciones de veteranos tales como la Legión Estadounidense y los Veteranos de Guerras Extranjeras para usarse en ceremonias militares. Otros fueron vendidos a civiles a través del Programa de Puntería Civil.      

### Variantes
El Krag-Jørgensen estadounidense tuvo por lo menos nueve modelos diferentes:
- Fusil M1892 - un fusil con un cañón de 762 mm y un bloqueador de depósito que se acciona hacia arriba. Puede identificarse por la baqueta bajo el cañón.
- Carabina M1892 - presumiblemente un prototipo, ya que solamente se sabe de la existencia de una sola. Se parece al fusil M1892, pero con un cañón de 558,8 mm.
- Fusil M1896 - su bloqueador de depósito se acciona hacia abajo y la baqueta está almacenada en un compartimiento de la culata. Un alza mejorada y tolerancias de producción más estrictas le otorgan una mayor precisión. Se modificó ligeramente el guardamanos (fue engrosado).
- Fusil de Cadete M1896 - modelo que fue equipado con una baqueta como el fusil M1892. Solamente se produjeron unos 400 antes de ser descontinuado.
- Carabina M1896 - modelo con las mismas modificaciones que el fusil M1896.
- Fusil M1898 - un modelo que por lo general se parece mucho al M1896, pero con una amplia variedad de cambios mínimos.
- Carabina M1898 - tiene las mismas modificaciones mínimas que el fusil M1898.
- Carabina M1899 - tiene las mismas características que la carabina M1898, pero con un guardamanos ligeramente más largo y sin armella para la correa portafusil.
- Carabina de Policía M1899 - construida para ser empleada en las Filipinas. Es básicamente una carabina Modelo 1899 equipada con un guardamanos largo y un riel para bayoneta, con la boca del cañón recortada para permitir el montaje de la bayoneta.

## Munición

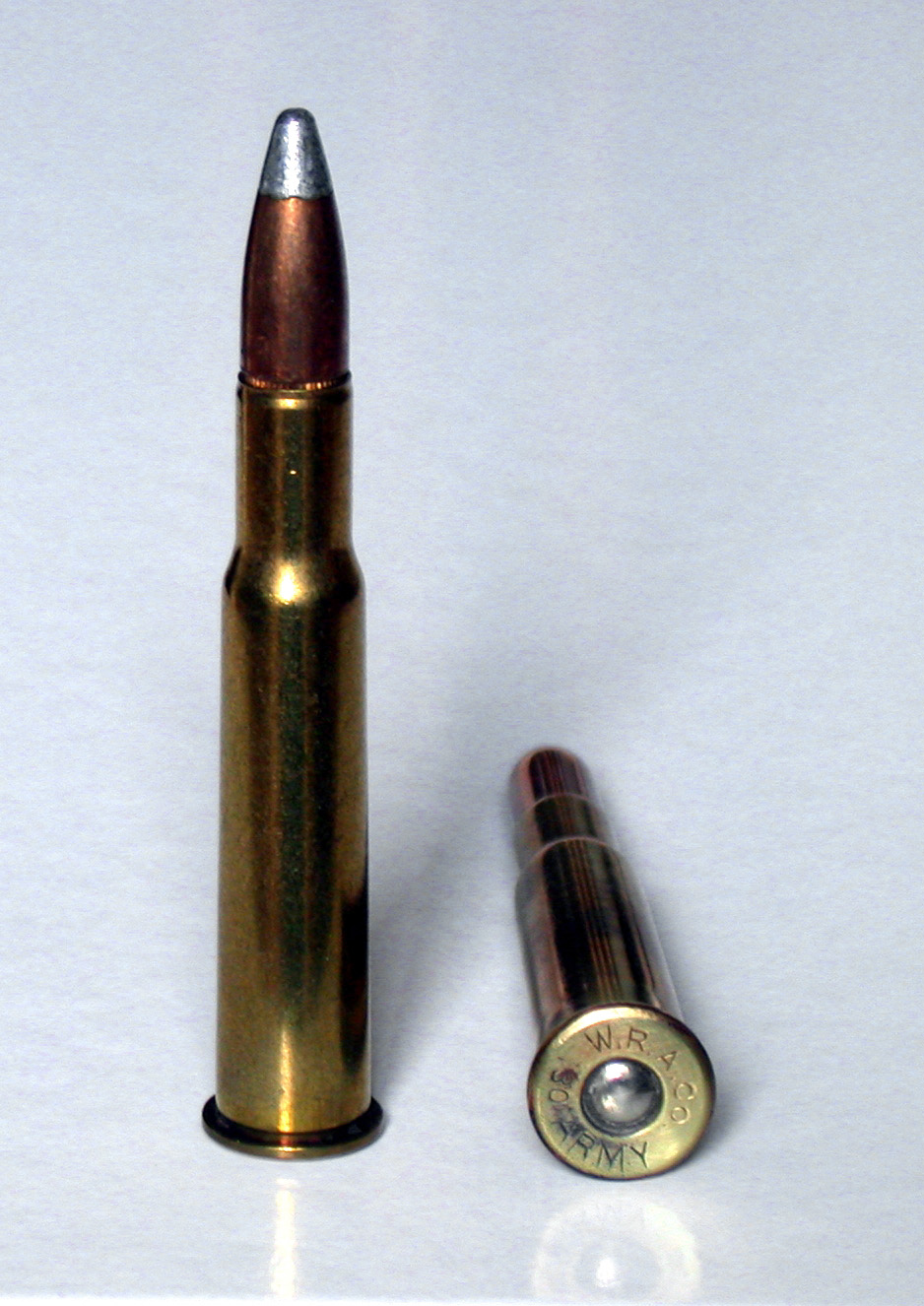
Cartuchos .30 Army para los fusiles Krag estadounidenses.

Los Krag estadounidenses disparaban el cartucho con pestaña .30-40 Krag, también conocido como ".30 Army". Desde 1890 a 1893 se suministró un cartucho que montaba una bala de 230 granos con camisa de acero o cuproníquel, del cual se desconoce sus datos balísticos. Desde 1894 a setiembre de 1899, se suministró un cartucho que montaba una bala de 220 granos y tenía una carga propulsora de 40 granos de nitrato de celulosa, desarrollando una presión de unos 40 000 psi y una velocidad de boca de 610 /s en el fusil y 600 m/s en la carabina. En octubre de 1899, después de revisar las experiencias de la Guerra hispano-estadounidense, se desarrolló una nueva carga propulsora para el .30 Army en un intento de igualar las características del cartucho 7 x 57 Mauser. La nueva carga incrementó la velocidad de boca del fusil a 670 m/s con una presión de 45 000 psi. Sin embargo, una vez que el nuevo cartucho fue suministrado, empezaron a surgir reportes sobre rajaduras en los tetones de acerrojado de los cerrojos de los Krag en servicio. En marzo de 1900, los lotes restantes de este cartucho, unos 3,5 millones, fueron devueltos a los arsenales, se los desensambló y se los volvió a recargar con la anterior carga propulsora de 610 m/s.
A pesar de que el .30-40 Krag fue el primer cartucho con pólvora sin humo adoptado por el Ejército estadounidense, mantería la designación "calibre-carga" de los primeros cartuchos con pólvora negra, por tanto el .30-40 Krag monta una bala calibre 7,62 mm (.30), propulsada por 3 gramos (40 granos) de pólvora sin humo. Al igual que con el .30-30 Winchester, el uso de nomenclatura para cartuchos de pólvora negra condujo a asumir erróneamente que el .30-40 Krag fue alguna vez un cartucho de pólvora negra. 